# Cantone di Alzon
Il Cantone di Alzon era una divisione amministrativa dell'arrondissement di Le Vigan.
A seguito della riforma approvata con decreto del 24 febbraio 2014, che ha avuto attuazione dopo le elezioni dipartimentali del 2015, è stato soppresso.

## Composizione
Comprendeva i comuni di:
- Alzon
- Arrigas
- Aumessas
- Blandas
- Campestre-et-Luc
- Vissec